# Atletiek op de Olympische Zomerspelen 1920 – 100 meter mannen
Het onderdeel van de 100 meter bij de mannen maakte deel uit van het atletiekprogramma van de Olympische Zomerspelen van 1920 in de Belgische stad Antwerpen. Het onderdeel vond plaats op 15 en 16 augustus 1920 in het Olympisch Stadion en werd gewonnen door de Amerikaan Charley Paddock. Zijn landgenoot Morris Kirksey won de zilveren medaille. Groot-Brittannië behaalde zijn eerste medaille op dit onderdeel met de bronzen medaille van Harry Edward.
Er namen 60 atleten deel afkomstig uit 22 landen, terwijl de enige Estse deelnemer op dit onderdeel, Reinhold Saulmann, was ingeschreven maar niet van start ging op de 100 m. Geen enkel land had meer dan 4 lopers, wat suggereert dat limiet van het maximaal aantal deelnemers was verlaagd nadat in 1908 en 1920 nog maximaal 12 atleten per land konden deelnemen.

## Achtergrond
Het was de zesde keer dat het onderdeel van de 100 m werd georganiseerd op de Olympische Spelen, nadat het in 1896 voor de eerste keer werd georganiseerd. Geen van de medaillewinnaars van Spelen van 1912 trad aan op de Spelen van 1920. Opmerkelijke deelnemers waren Charley Paddock uit de Verenigde Staten, de winnaar van het onderdeel op de Intergeallieerde Spelen van 1919 en favoriet voor de olympische titel, diens landgenoot Loren Murchison, die Paddock had verslagen in de Amerikaanse olympische selectieproeven, en Harry Edward uit Groot-Brittannië.
Egypte, Luxemburg, Monaco, Nieuw-Zeeland, Spanje en Zwitserland waren voor het eerst vertegenwoordigd op dit onderdeel. De nieuwe natie Tsjecho-Slowakije verscheen ook voor de eerste keer, hoewel Bohemen eerder afzonderlijk had deelgenomen. Voor het eerst deed Hongarije niet mee (als gevolg van het feit dat het niet was uitgenodigd op deze Spelen na de Eerste Wereldoorlog), waardoor de Verenigde Staten het enige land waren dat op elk van de eerste zes Olympische 100 meter-onderdelen voor mannen aantrad.

## Competitieformat
Anders dan bij de Spelen van 1908 en 1912, toen er drie rondes waren, werd dit onderdeel in 1920 verdeeld in vier rondes: de reeksen, de kwarfinales, de halve finales en de finale. Er waren twaalf reeksen van elks vier tot zes deelnemers. De beste twee van iedere reeks stootten door naar de kwartfinale. De 24 kwartfinalisten werden weerom verdeeld in vijf reeksen van vier of vijf deelnemers. Opnieuw stootten de twee beste deelnemers door naar de halve finales. In de halve finales waren er twee reeksen van telkens vijf deelnemers. De beste drie deelnemers traden aan in de finale, waaraan zes atleten deelnamen.

## Records
Dit waren de geldende wereld- en olympische records voorafgaand aan de Olympische Zomerspelen van 1920:
| Record           | Recordtijd | Recordhouder            | Plaats    | Datum       |
| ---------------- | ---------- | ----------------------- | --------- | ----------- |
| Wereldrecord     | 10,6 s.    | Donald Lippincott (USA) | Stockholm | 6 juli 1912 |
| Olympisch record | 10,6 s.    | Donald Lippincott (USA) | Stockholm | 6 juli 1912 |

## Tijdschema
| Datum                    | Uur         |                           |
| ------------------------ | ----------- | ------------------------- |
| Zondag 15 augustus 1920  | 15:15 17:00 | eerste ronde kwartfinales |
| Maandag 16 augustus 1920 | 9:30 16:00  | halve finales finale      |

## Resultaten

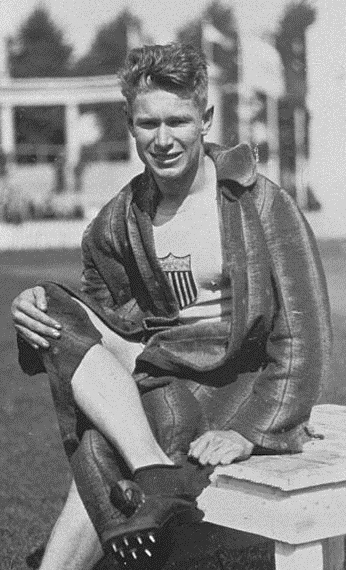
Charles Paddock in het Olympisch Stadion in Antwerpen.

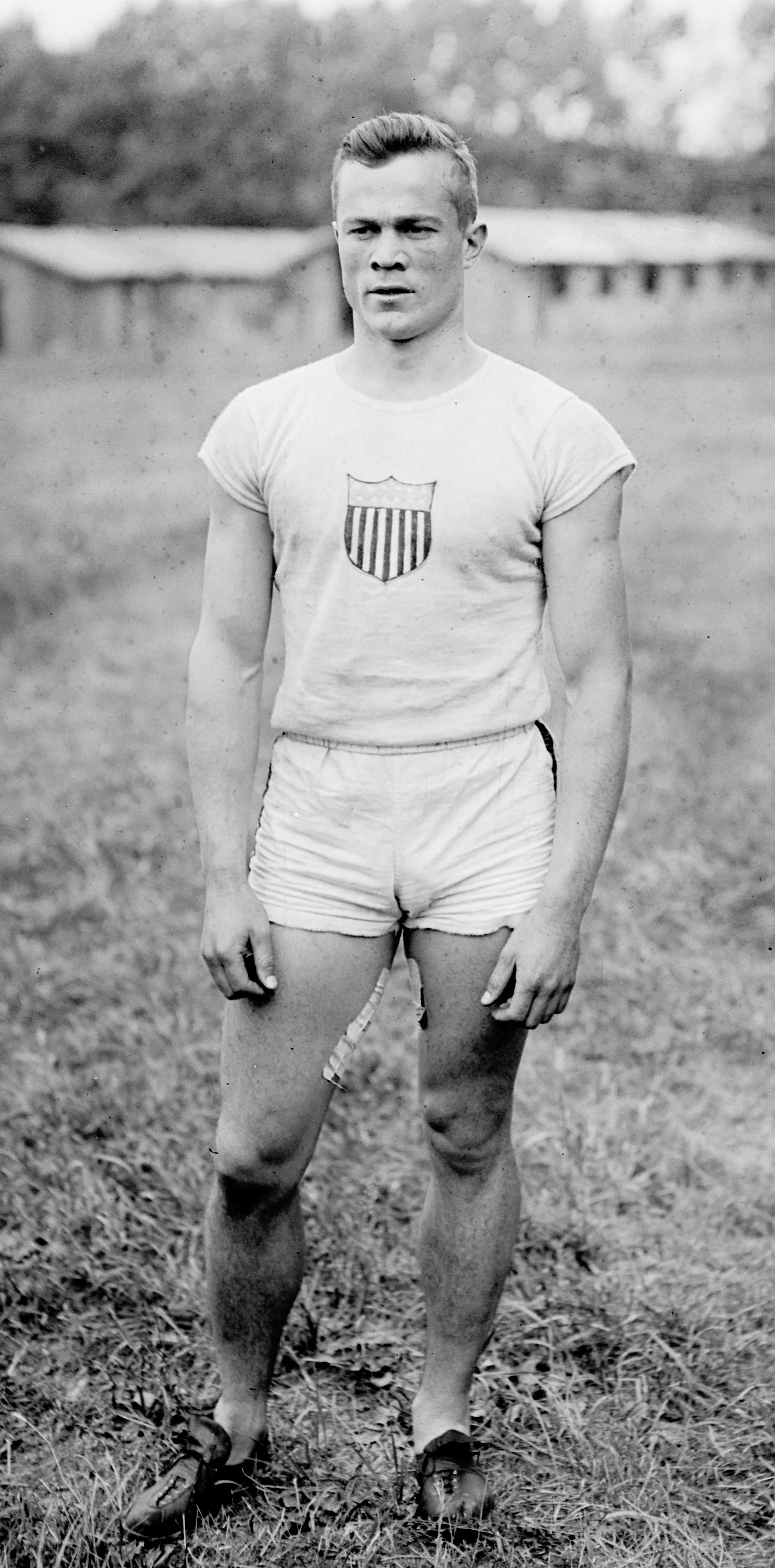
Morris Kirksey in 1920.

### Eerste ronde

#### Reeks 1
| Positie | Deelnemer       | Land | Tijd | Notitie |
| ------- | --------------- | ---- | ---- | ------- |
| 1       | William Hill    | GBR  | 11,0 | Q       |
| 2       | Mario Riccoboni | ITA  | 11,2 | Q       |
| 3       | Marcel Gustin   | BEL  | 11,3 |         |
| 4       | Jan de Vries    | NED  |      |         |
| 5       | Ichiro Kaga     | JPN  |      |         |
| 6       | Paul Hammer     | LUX  |      |         |

#### Reeks 2
| Positie | Deelnemer        | Land | Tijd | Notitie |
| ------- | ---------------- | ---- | ---- | ------- |
| 1       | René Mourlon     | FRA  | 11,2 | Q       |
| 2       | August Sørensen  | DEN  | 11,3 | Q       |
| 3       | Erik Lindvall    | SWE  |      |         |
| 4       | Ahmed Khairy     | EGY  |      |         |
| 5       | Purma Bannerjee  | IND  |      |         |
| –       | František Skokan | TCH  | DNS  |         |

#### Reeks 3
| Positie | Deelnemer         | Land | Tijd | Notitie |
| ------- | ----------------- | ---- | ---- | ------- |
| 1       | Loren Murchison   | USA  | 10,8 | Q       |
| 2       | Jacobus Bukes     | RSA  | 11,0 | Q       |
| 3       | Albert Heijnneman | NED  | 11,0 |         |
| 4       | Vojtěch Plzák     | TCH  |      |         |

#### Reeks 4
| Positie | Deelnemer        | Land | Tijd | Notitie |
| ------- | ---------------- | ---- | ---- | ------- |
| 1       | William Hunt     | AUS  | 11,0 | Q       |
| 2       | Félix Mendizábal | ESP  | 11,2 | Q       |
| 3       | Francis Irvine   | RSA  |      |         |
| 4       | Bjarne Guldager  | NOR  |      |         |
| 5       | Adolf Rysler     | SUI  |      |         |
| 6       | Nils Sandström   | SWE  |      |         |

#### Reeks 5
| Positie | Deelnemer      | Land | Tijd | Notitie |
| ------- | -------------- | ---- | ---- | ------- |
| 1       | Vittorio Zucca | ITA  | 11,4 | Q       |
| 2       | Cor Wezepoel   | NED  | 11,5 | Q       |
| 3       | Leonard Dixon  | RSA  |      |         |
| 4       | August Waibel  | SUI  |      |         |
| 5       | Alex Servais   | LUX  |      |         |

#### Reeks 6
| Positie | Deelnemer                 | Land | Tijd | Notitie |
| ------- | ------------------------- | ---- | ---- | ------- |
| 1       | Morris Kirksey            | USA  | 11,0 | Q       |
| 2       | Josef Imbach              | SUI  | 11,0 | Q       |
| 3       | René Lorain               | FRA  | 11,1 |         |
| 4       | Johan Johnsen             | NOR  | 11,2 |         |
| 5       | Jaime Camps               | ESP  |      |         |
| 6       | Giovanni-Battista Orlandi | ITA  |      |         |

#### Reeks 7
| Positie | Deelnemer     | Land | Tijd | Notitie |
| ------- | ------------- | ---- | ---- | ------- |
| 1       | Paul Brochart | BEL  | 11,4 | Q       |
| 2       | René Tirard   | FRA  | 11,7 | Q       |
| 3       | Diego Ordóñez | ESP  |      |         |
| 4       | Eduard Hašek  | TCH  |      |         |
| 5       | Jean Colbach  | LUX  |      |         |

#### Reeks 8
| Positie | Deelnemer        | Land | Tijd | Notitie |
| ------- | ---------------- | ---- | ---- | ------- |
| 1       | Charley Paddock  | USA  | 10,8 | Q       |
| 2       | Harry Edward     | GBR  | 10,9 | Q       |
| 3       | Carlos Botín     | ESP  | 11,6 |         |
| 4       | Shinichi Yamaoka | JPN  | 11,6 |         |
| 5       | Edmond Médécin   | MON  | 11,8 |         |

#### Reeks 9
| Positie | Deelnemer           | Land | Tijd | Notitie |
| ------- | ------------------- | ---- | ---- | ------- |
| 1       | Émile Ali-Khan      | FRA  | 11,0 | Q       |
| 2       | Victor d'Arcy       | GBR  | 11,1 | Q       |
| 3       | Rolf Stenersen      | NOR  |      |         |
| 4       | Dimitrios Karabatis | GRE  |      |         |
| 5       | Sven Malm           | SWE  |      |         |

#### Reeks 10
| Positie | Deelnemer         | Land | Tijd | Notitie |
| ------- | ----------------- | ---- | ---- | ------- |
| 1       | Harold Abrahams   | GBR  | 11,0 | Q       |
| 2       | Alexander Ponton  | CAN  | 11,1 | Q       |
| 3       | Giorgio Croci     | ITA  | 11,3 |         |
| 4       | Harry van Rappard | NED  |      |         |
| –       | Reinhold Saulmann | EST  | DNS  |         |

#### Reeks 11
| Positie | Deelnemer        | Land | Tijd | Notitie |
| ------- | ---------------- | ---- | ---- | ------- |
| 1       | Jack Oosterlaak  | RSA  | 11,0 | Q       |
| 2       | George Davidson  | NZL  | 11,1 | Q       |
| 3       | Agne Holmström   | SWE  |      |         |
| 4       | Fritiof Andersen | DEN  |      |         |
| 5       | Jean Lefebvre    | BEL  |      |         |

#### Reeks 12
| Positie | Deelnemer        | Land | Tijd | Notitie |
| ------- | ---------------- | ---- | ---- | ------- |
| 1       | Jackson Scholz   | USA  | 10,8 | Q       |
| 2       | Marinus Sørensen | DEN  | 11,2 | Q       |
| 3       | Cyril Coaffee    | CAN  |      |         |
| 4       | Julien Lehouck   | BEL  |      |         |
| 5       | Asle Bækkedal    | NOR  |      |         |

### Kwartfinales

#### Reeks 1
| Positie | Deelnemer       | Land | Tijd | Notitie |
| ------- | --------------- | ---- | ---- | ------- |
| 1       | Harry Edward    | GBR  | 10,8 | Q       |
| 2       | Loren Murchison | USA  | 10,9 | Q       |
| 3       | René Mourlon    | FRA  | 11,0 |         |
| 4       | William Hunt    | AUS  | 11,0 |         |
| 5       | Mario Riccoboni | ITA  | 11,5 |         |

#### Reeks 2
| Positie | Deelnemer        | Land | Tijd | Notitie |
| ------- | ---------------- | ---- | ---- | ------- |
| 1       | William Hill     | GBR  | 11,0 | Q       |
| 2       | Félix Mendizábal | ESP  | 11,1 | Q       |
| 3       | Willie Bukes     | RSA  |      |         |
| 4       | August Sørensen  | DEN  |      |         |
| 5       | Vittorio Zucca   | ITA  |      |         |

#### Reeks 3
| Positie | Deelnemer       | Land | Tijd | Notitie |
| ------- | --------------- | ---- | ---- | ------- |
| 1       | Charley Paddock | USA  | 10,8 | Q       |
| 2       | Émile Ali-Khan  | FRA  | 10,9 | Q       |
| 3       | George Davidson | NZL  | 10,9 |         |
| 4       | Harold Abrahams | GBR  | 11,0 |         |
| 5       | Cor Wezepoel    | NED  |      |         |

#### Reeks 4
| Positie | Deelnemer        | Land | Tijd | Notitie |
| ------- | ---------------- | ---- | ---- | ------- |
| 1       | Jackson Scholz   | USA  | 10,8 | Q       |
| 2       | Jack Oosterlaak  | RSA  | 11,0 | Q       |
| 3       | Josef Imbach     | SUI  | 11,1 |         |
| 4       | René Tirard      | FRA  | 11,2 |         |
| 5       | Alexander Ponton | CAN  | 11,4 |         |

#### Reeks 5
| Positie | Deelnemer        | Land | Tijd | Notitie |
| ------- | ---------------- | ---- | ---- | ------- |
| 1       | Morris Kirksey   | USA  | 10,8 | Q       |
| 2       | Paul Brochart    | BEL  | 10,9 | Q       |
| 3       | Victor d'Arcy    | GBR  |      |         |
| 4       | Marinus Sørensen | DEN  |      |         |

### Halve finales

#### Reeks 1
| Positie | Deelnemer        | Land | Tijd | Notitie |
| ------- | ---------------- | ---- | ---- | ------- |
| 1       | Harry Edward     | GBR  | 10,8 | Q       |
| 2       | Jackson Scholz   | USA  | 10,9 | Q       |
| 3       | Morris Kirksey   | USA  | 11,0 | Q       |
| 4       | Jack Oosterlaak  | RSA  | 11,0 |         |
| 5       | Félix Mendizábal | ESP  |      |         |

#### Reeks 2
| Positie | Deelnemer       | Land | Tijd | Notitie |
| ------- | --------------- | ---- | ---- | ------- |
| 1       | Charley Paddock | USA  | 11,0 | Q       |
| 2       | Émile Ali-Khan  | FRA  | 11,1 | Q       |
| 3       | Loren Murchison | USA  | 11,2 | Q       |
| 4       | Paul Brochart   | BEL  | 11,3 |         |
| 5       | William Hill    | GBR  | 11,3 |         |

### Finale
Halverwege lag de Amerikaan Jackson Scholz aan de leiding, maar hij viel terug in de tweede helft van de wedstrijd. Paddock won met een halve meter voorsprong op Kirksey, op korte afstand gevolgd door Edward. Sprint voor de vierde en vijfde plaats was zeer nipt. Aanvankelijk kende de jury de vierde plaats toe aan Ali-Khan, maar later werd duidelijk dat Scholz vierde was geëindigd.
| Positie | Baan | Atleet          | Land | Tijd |
| ------- | ---- | --------------- | ---- | ---- |
| Goud    | 3    | Charley Paddock | USA  | 10,8 |
| Zilver  | 1    | Morris Kirksey  | USA  | 10,9 |
| Brons   | 6    | Harry Edward    | GBR  | 10,9 |
| 4       | 5    | Jackson Scholz  | USA  | 10,9 |
| 5       | 4    | Émile Ali-Khan  | FRA  | 11,2 |
| 6       | 2    | Loren Murchison | USA  | 11,2 |

1896: Thomas Burke ·
1900: Francis Jarvis ·
1904: Archie Hahn ·
1908: Reggie Walker ·
1912: Ralph Craig ·
1920: Charley Paddock ·
1924: Harold Abrahams ·
1928: Percy Williams ·
1932: Eddie Tolan ·
1936: Jesse Owens ·
1948: Harrison Dillard ·
1952: Lindy Remigino ·
1956: Bobby Morrow ·
1960: Armin Hary ·
1964: Bob Hayes ·
1968: Jim Hines ·
1972: Valeri Borzov ·
1976: Hasely Crawford ·
1980: Allan Wells ·
1984: Carl Lewis ·
1988: Carl Lewis ·
1992: Linford Christie ·
1996: Donovan Bailey ·
2000: Maurice Green ·
2004: Justin Gatlin ·
2008: Usain Bolt ·
2012: Usain Bolt ·
2016: Usain Bolt ·
2020: Marcell Jacobs ·
2024: Noah Lyles